# Ibrahim Mustafa
Ibrahim Mustafa (arab. ابراهيم مصطفى, ur. 23 września 1904 w Aleksandrii, zm. 9 października 1968 w Meksyku) – egipski zapaśnik. Złoty medalista olimpijski z Amsterdamu.
Zawody w 1928 były jego drugimi igrzyskami olimpijskimi, brał wcześniej udział w igrzyskach w 1924 (czwarte miejsce). Walczył w stylu klasycznym, w 1928 zdobywając złoto w wadze półciężkiej, poniżej 82,5 kilogramów. Jego syn Adel Ibrahim także był zapaśnikiem i olimpijczykiem.